# 스톨리치나야
스톨리치나야(러시아어: Столичная, 영어: Stolichnaya)는 러시아에서 생산되는 보드카의 한 종류이다. 독립 보드카 브랜드로서는 세계 1위이며, 플레이버 보드카를 최초로 출시했다.

## 개요
- 종류: 보드카
- 알코올 도수: 40%
- 원산지: 라트비아, 러시아
- 용량: 750ml
- 플레이버: 프리미엄, 스트라스베리, 시트러스, 피칙, 라즈베리, 오렌지, 블루베리, 핫, 바닐, 카라멜로 다양한 칵테일 연출이 가능하다.